# Maskegon
Maskegon (Swampy Cree; Močvarni Cree) /Maskegon dolazi od Mŭskīgōk, 'they of the marshes or swamps.'-W. J./, pleme Algonquian Indijanaca srodno s Cree-ima, nastanjeni u mičvarnim krajevima južne Kanade između jezera Winnipeg i Šumskog jezera (Lake of the Woods) na zapadu do Hudson Baya na istoku, uključujući bazene rijeka Nelson, Hays i Severn, i prostirući se na jug do jezera Superior. Trgovci su ih nazivali Swampy Cree, a rani misionari ih nisu smatrali posebnim narodom. Brojno stanje Maskegona u provicijama Saskatchewan i Manitoba iznosilo je u rano 20. stoljeću nekoliko tisuća. Godine 1889. njih 1,254 živjelo je s Chippewa Indijancima na rezervatima Birch River, Black River, Fisher River, Berens River, Poplar River, Norway House i Cross Lake u Manitobi. Na području Saskatchewana žive bande Cumberland, Shoal Lake, Moose Lake, Chemewawin i Grand Rapids, a broje 605 (1903); the Pas ili Opaskwayak, John Smith, James Smith.

## Vanjske poveznice
- Maskegon Indian History